# August Euler
August Euler (* 20. November 1868 in Oelde; † 1. Juli 1957 in Feldberg (Schwarzwald); geboren als August Heinrich Reith) war ein deutscher Ingenieur und Unternehmer, der als erster Inhaber eines „Flugzeugführerscheins“ und Flugpionier Bekanntheit erlangte und nach dem Ersten Weltkrieg für wenige Jahre das Reichsluftamt bzw. das Reichsamt für Luft- und Kraftfahrwesen beim Reichsverkehrsministerium leitete.

August Euler (vor 1910)

## Leben

### Familie
August Euler war der Sohn von August Reith und Karla Euler. Zu den Vorfahren mütterlicherseits gehört Hans Georg Euler (geboren 1573 in Lindau, seit 1594 Bürger von Basel), zu dessen Nachfahren auch der bedeutende Mathematiker Leonhard Euler sowie der Chemiker Hans Karl August Simon von Euler-Chelpin und der Physiologe Ulf von Euler zählen.
August Euler ist der Großvater von:
- August Hanns Leonhard Euler, Entwicklungsingenieur, der wesentlich bei der Entwicklung der modernen Hubschrauberrotorblätter auf Basis von Verbundwerkstoffen bei Eurocopter mitgewirkt hat,
- Hanns Peter Euler, einem an der Universität Linz arbeitenden Professor für Soziologie.

August Euler war außerdem der Patenonkel von Karl Ernst August Heinkel, dem Sohn von Ernst Heinkel.
Im Jahre 1901 wechselte er seinen Nachnamen zu Euler, um seine Abstammung mütterlicherseits von Leonhard Euler zu betonen.

### Ausbildung und berufliche Anfänge
August Euler studierte an der Technischen Hochschule Aachen und arbeitete danach zunächst als „technischer Kaufmann“, „Auslandsreisender“ und Automobilkonstrukteur. Schließlich wurde er Vorstandsmitglied der Frankfurter Gummiwarenfabrik von Louis Peter, wo sich sein Hauptaugenmerk auf Luftreifen („Pneumatics“) für motorgetriebene Fahrzeuge richtete und er wohl auf diesem Weg auch die Anfänge des Flugzeugbaus erlebte.

### Flugzeugfabrikant und Flugpionier

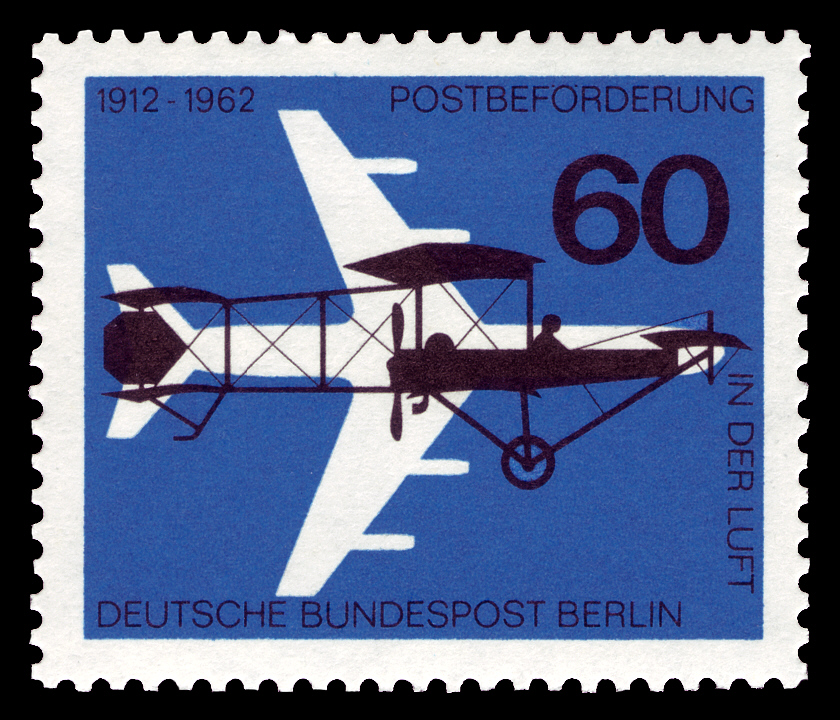
Sonderbriefmarke der Deutschen Bundespost Berlin von 1961: Eulers „Gelber Hund“ von 1912 vor einem vierstrahligen Düsenflugzeug

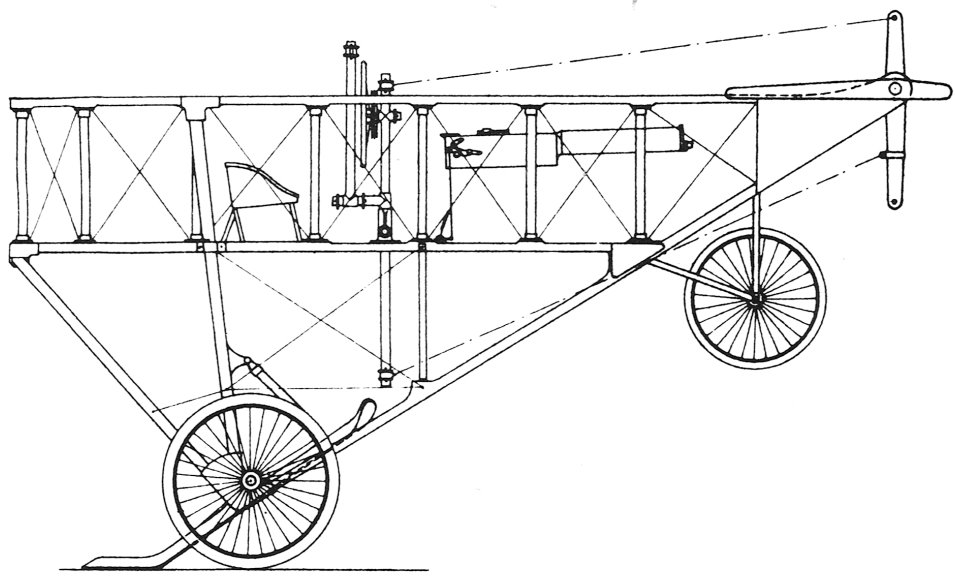
Flugzeugbewaffnung, Patent von 1910

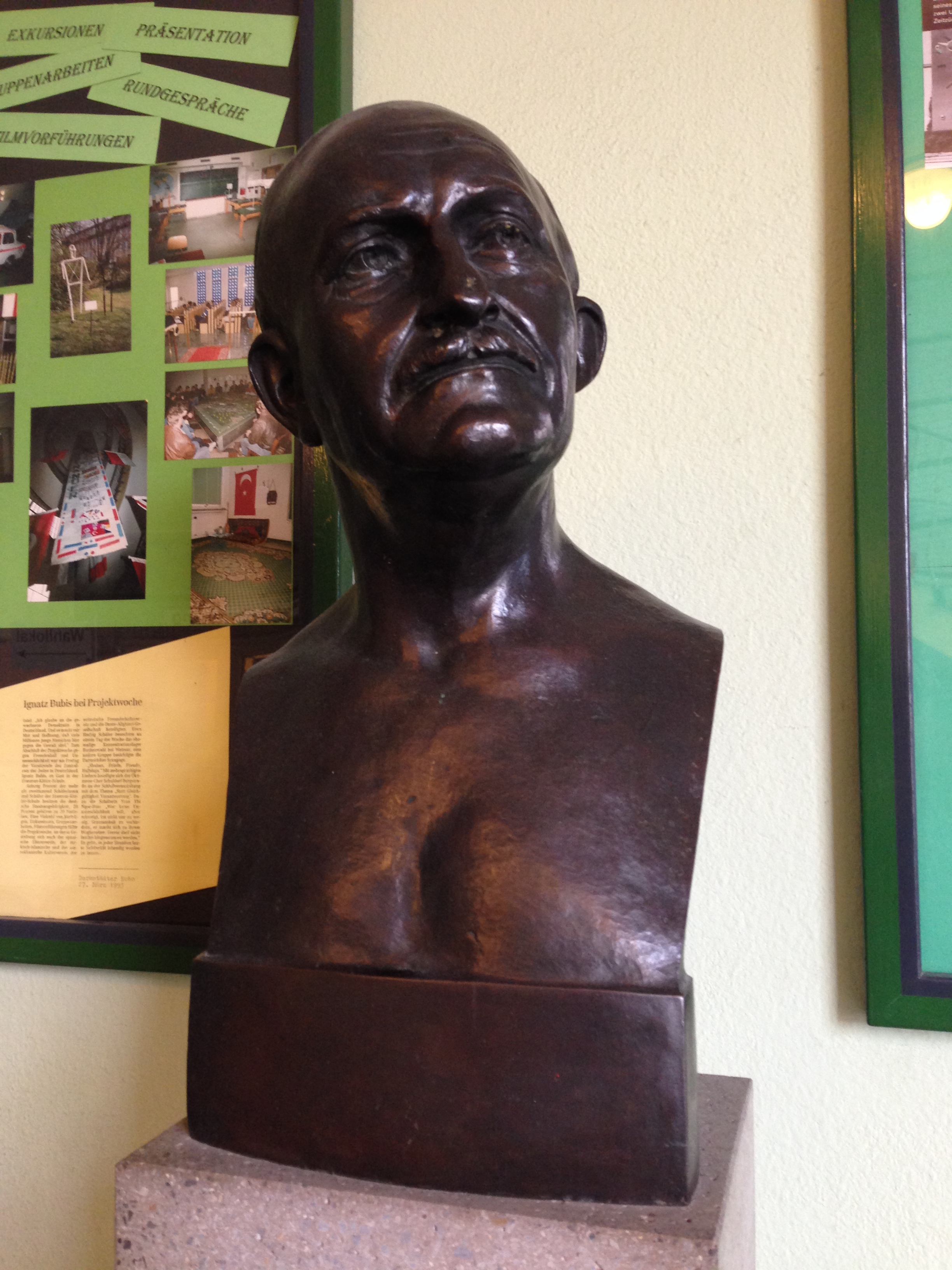
Büste von August Euler in der Erasmus-Kittler-Schule

Im Oktober 1908 gründete Euler (zeitgleich mit Edmund Rumpler und seinem Flugzeugwerk) die Euler-Flugmaschinenwerke als erste deutsche Fabrik für Motorflugzeuge in Griesheim. Dazu erwarb er vom französischen Hersteller Aéroplanes G. Voisin die Lizenz für den Nachbau des Voisin Standard-Doppeldeckers. Er pachtete einen kleinen Teil des Schießplatzes auf dem Truppenübungsplatz Griesheim im sogenannten Griesheimer Sand und schuf dort Anfang 1909 den ersten Motorflugplatz Deutschlands. Der bekanntere Berliner Flugplatz Johannisthal wurde erst im September 1909 eröffnet, er war der zweite als eigenständiges Unternehmen geführte Flugplatz. Die Flugversuche in Griesheim wurden zuerst von einer Sanddüne auf dem Gelände gestartet, die den Spitznamen „Chimborazo“ trug.
Am 31. Dezember 1909 war Euler Absolvent der ersten amtlich vorgeschriebenen, international gültigen Pilotenprüfung in Deutschland. Er erhielt am 1. Februar 1910 das Flugzeugführerpatent „Deutschland Nr. 1“. Einen öffentlichen Flug hatte Euler davor bereits am 20. August 1909 während der ILA in Berlin durchgeführt.
1912 verlegte Euler seine Fabrik mit Flugschule und Werkstätten in die Nähe des Frankfurter Stadtteils Niederrad. Im gleichen Jahr baute er den Gelben Hund als Postflugzeug.
1912 wurde auf seine Anregung hin die Nationalflugspende eingerichtet. Auf seine Initiative kam am 10. Juni 1912 der erste amtliche Postflug zwischen Frankfurt am Main und Darmstadt zustande.
Von 1910 bis 1918 bildete Euler in Griesheim und Frankfurt am Main 75 Flugzeugführer aus. Dies waren vor allem Offiziere und Adelige, wie beispielsweise Prinz Heinrich von Preußen.
Euler schrieb bereits im Jahr 1913: „Meine Verdienste um die Entwicklung der deutschen Flugtechnik sind zwar noch nicht anerkannt; ich habe aber die Gewißheit, daß die Geschichte gerecht sein wird; man wird in 100 Jahren nicht von der Entwicklung der deutschen Aviatik sprechen können, ohne meinen Namen nennen zu müssen.“
Während des Ersten Weltkriegs führten die Euler-Flugmaschinenwerke in Lizenz Neubau und Reparatur von Flugzeugen aus, versuchten aber auch mit geringem Erfolg eigene Entwicklungen. 420 Flugzeuge wurden bis Kriegsende produziert.

### Nachkriegszeit
Nach dem Ersten Weltkrieg wurde Euler auf Vorschlag von Wilhelm Siegert im Rang eines Unterstaatssekretärs Leiter des neu gegründeten Reichsluftamts, dessen Kompetenzen schon bald zum Reichsamt für Luft- und Kraftfahrwesen erweitert wurden. Euler vertrat eine militärkritische Haltung und setzte sich stark für die zivile Luftfahrt ein. Er bewirkte die Zulassung der ersten Luftverkehrsunternehmen in Deutschland und verfasste die erste Luftverkehrsordnung. Er trat dabei vor allem für eine Internationalisierung des Luftverkehrs ein. In seiner Denkschrift über die Ziele und Bedürfnisse der deutschen Luftfahrt in internationalen Beziehungen, die für die Konferenz von Spa entstanden war, bekräftigte er diese Haltung. Hierdurch geriet er mit anderen, militärisch orientierten Beamten seines Amtes in Konflikt, darunter auch Willy Fisch. Die Orientierung seiner Gegenspieler sah vor, eine ausschließliche Verknüpfung von Luftfahrt und Reichswehr durchzusetzen. Um diesen Interessenskonflikt zu beseitigen, wurde gegen Euler heftig intrigiert und auf dem Weg dienstlicher Provokationen sein Rücktritt erzwungen. Im November 1920, wenige Monate nachdem sein Amt in das Reichsverkehrsministerium eingebunden wurde, ließ sich Euler daraufhin zunächst beurlauben und ging wenig später endgültig in den Ruhestand.
August Euler starb am 1. Juli 1957. Er wurde in einem Ehrengrab auf dem Hauptfriedhof von Frankfurt am Main bestattet.

## Euler-Flugzeuge bis 1918

### Vorkriegsmodelle
- Euler Militär-Doppeldecker 1911
- Euler Militär-Dreidecker 1913

### Unbewaffnete Aufklärer und Schulflugzeuge
- 1914 Euler B.I
- 1918 Euler B.II, Schulflugzeug
- 1918 Euler B.III, Schulflugzeug

### Bewaffnete Aufklärer
- 1916 Euler C.I – Aufklärer

### Jagdflugzeuge
- 1914 Euler Jagdeinsitzer, nur Versuch (Druckpropellerflugzeug)[15]
- 1915 Euler Jagdzweisitzer, nur Versuch (Druckpropellerflugzeug)[15]
- 1916 Euler D.I, Nieuport 11-Kopie
- 1916 Euler D.II, Nieuport 11-Kopie
- 1916 Euler Dr.I, Dreidecker, nur Versuch
- 1916 Euler Dr.II, Dreidecker, nur Versuch
- 1917 Euler Dr.III, Dreidecker, nur Versuch
- 1917 Euler Dr.IV, Vierdecker, nur Versuch
- 1917 Euler Jagdflugzeug Quadruplan, Vierdecker

## Ehrungen

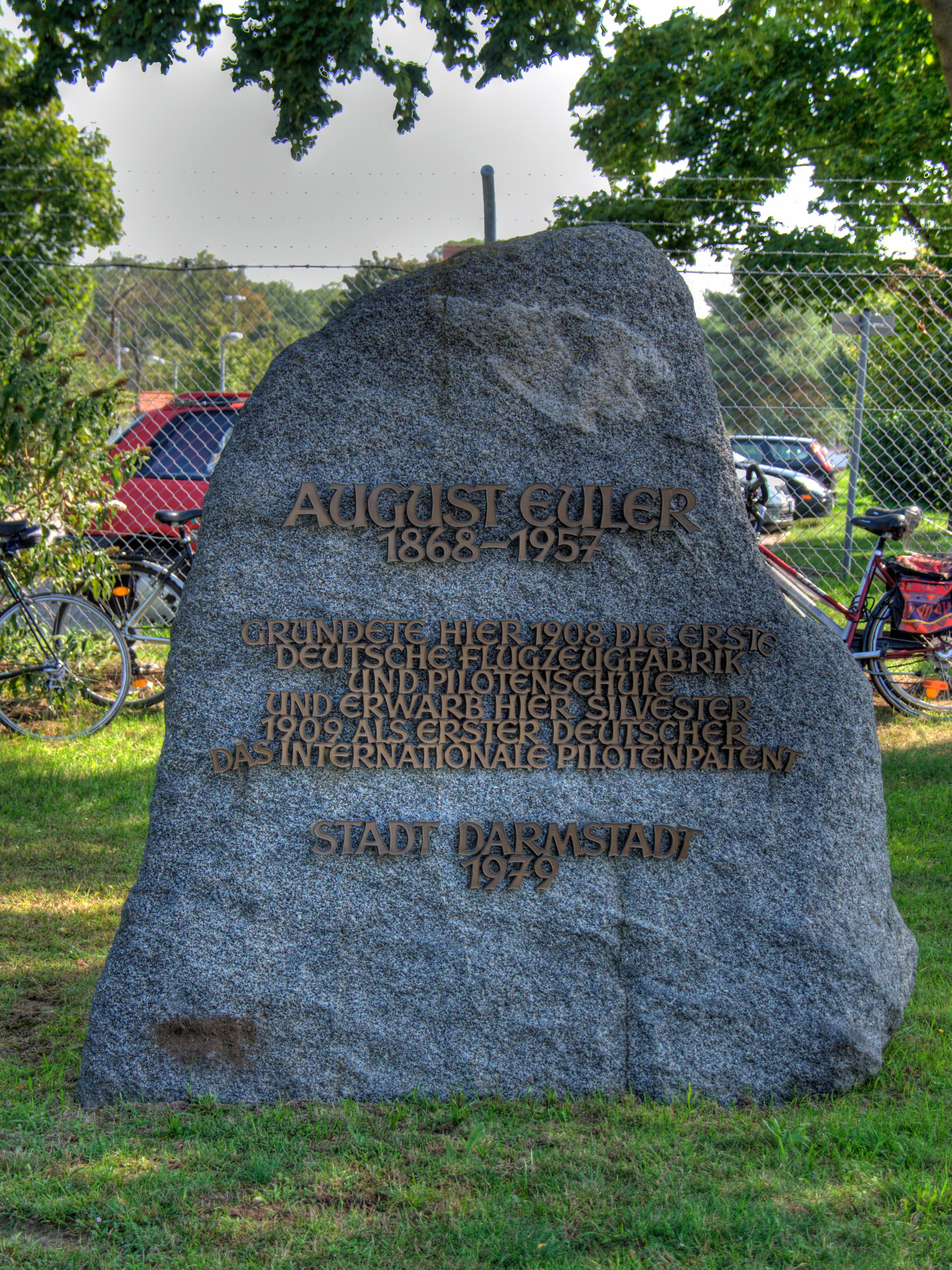
Gedenkstein am August-Euler-Flugplatz

- 1919: Ehrendoktorwürde der Technischen Hochschule Braunschweig (als Dr.-Ing. E. h.)
- 1952: Großes Verdienstkreuz der Bundesrepublik Deutschland

## Erinnerung und Gedenken

Dr.-August-Euler-Weg in Erfurt; Straßenschild vermutlich 1960er Jahre

Zwei Jahre nach seinem Tod schrieb sein früherer Widersacher, Willy Fisch eine Biografie über Euler, die auch veröffentlicht wurde. Dort benannte er als Grund seiner Pensionierung Anfang der 1920er Jahre, dass es ihm nicht „leicht wurde …, sich mit den mehr oder weniger unvermeidbaren bürokratischen Bedingungen und behördlichen Bindungen abzufinden“.
Inzwischen liegen wissenschaftliche Erkenntnisse darüber vor, dass Euler wegen seiner Haltung zur Internationalisierung und zivilen Ausrichtung der Luftfahrt, vor allem durch Fisch aus dem Amt gedrängt wurde.
In Erfurt (Hohenwinden-Sulza) wurde 1949 der Dr.-August-Euler-Weg nach dem Flugpionier Dr. August Euler benannt.
1976 wurde der August-Euler-Weg in Karlsruhe nach ihm benannt.
Die Bundeswehr benannte ihm zu Ehren einen Airbus A310 MRT MedEvac. Weiterhin gibt es den August-Euler-Luftfahrtpreis der Technischen Universität Darmstadt. Sein Grab befindet sich auf dem Frankfurter Hauptfriedhof.
Auf dem seit 1992 entwidmeten Flugplatz Griesheimer Sand ist ein Luftfahrtmuseum mit Unterstützung der Technischen Universität Darmstadt und dem Schwerpunkt „August Euler“ im Aufbau.
Der vorgenannte Landeplatz trägt auch den Namen August-Euler-Flugplatz.
In Pulheim gibt es eine August-Euler-Straße, am Flughafen Berlin Brandenburg eine August-Heinrich-Euler-Straße. Auch in Oelde, dem Geburtsort von August Euler, ist eine Straße nach ihm benannt worden.

## Weblinks

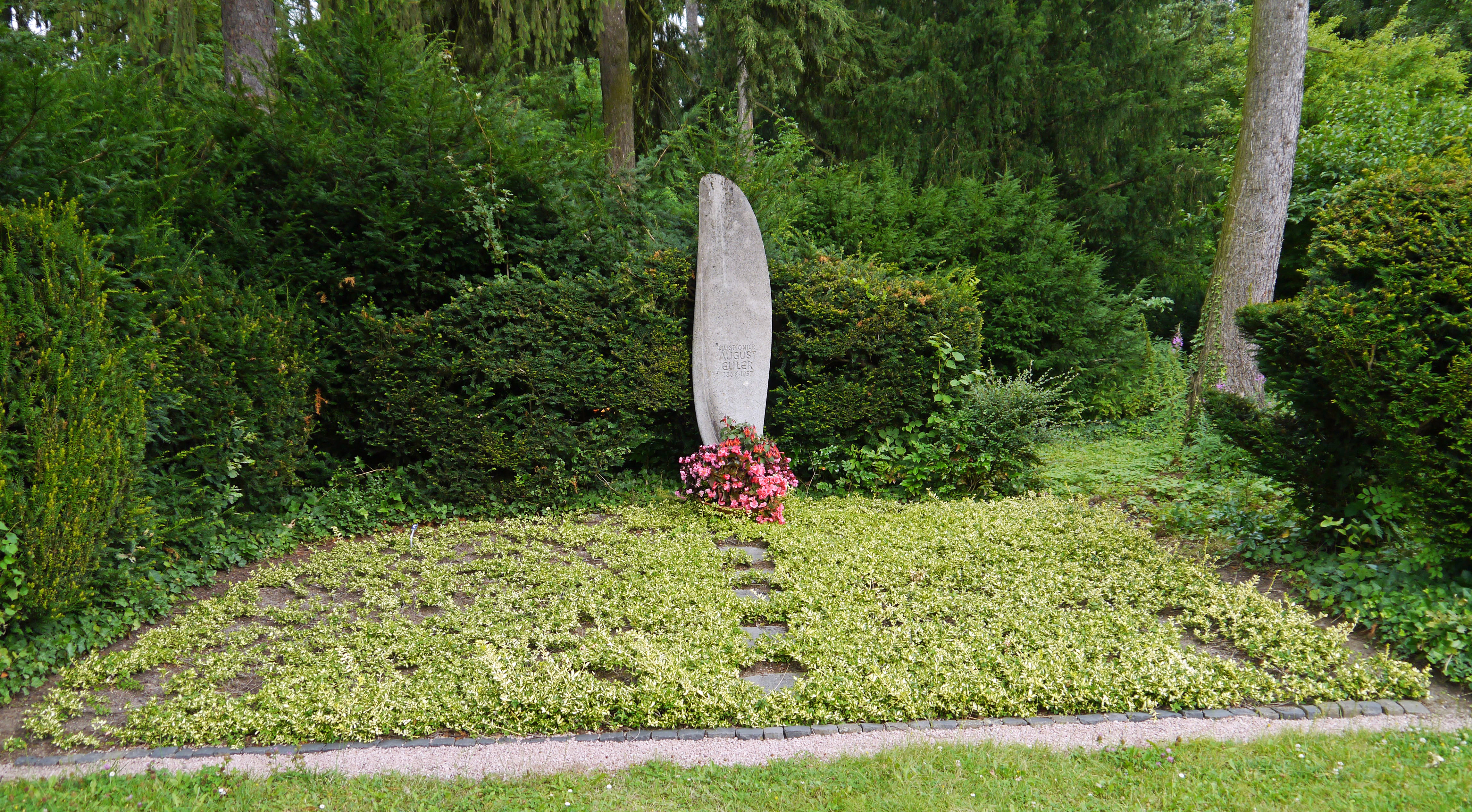
Das Grab Eulers auf dem Hauptfriedhof in Frankfurt am Main